# Pierre Haffner
Pierre Haffner, né le 31 mai 1943 à Mulhouse en France et mort le 12 novembre 2000 dans la même ville, est un professeur et critique de cinéma, spécialiste du cinéma africain.

## Biographie
Après des études de philosophie et un premier doctorat sur le cinéma de Jean Renoir sous la direction d’Henri Agel, Pierre Haffner part pour l'Afrique en tant que coopérant enseignant de philosophie au Lycée de Badalabougou à Bamako (1970-1972). Il occupe ensuite un poste d'animateur puis de directeur dans les centres culturels français de Kinshasa (1972–1979) et Dakar (1979–1981). Il rentre en France pour enseigner l'audiovisuel à Strasbourg, et après l'obtention d'un second doctorat d’État sous la direction de Jean Rouch, il est titularisé comme professeur des universités spécialiste des cinémas des pays du Sud et du cinéma africain en particulier. Durant son séjour à Kinshasa, il fait la rencontre de deux figures importantes de la culture congolaise : l'artiste peintre Moke (1950-2001), qu'il aide à faire connaître sur la scène internationale, et l'écrivain Paul Lomami Tshibamba (1914–1985), dont il contribue à parachever et diffuser l’œuvre littéraire.
Participant aux côtés de son ami Tahar Cheriaa des premières éditions des Journées cinématographiques de Carthage et du Festival panafricain du cinéma et de la télévision de Ouagadougou (FESPACO),, il est à travers ses écrits l'un des premiers critiques et théoriciens du cinéma africain,, qu'il envisage au-delà du divertissement comme un média devant accompagner les mouvements d'indépendance,.
Pierre Haffner décède à Mulhouse en 2000 d'un cancer du pancréas. La salle 18 de l'université Marc Bloch de Strasbourg porte son nom.

## Œuvres
Pierre Haffner est l'auteur de plusieurs ouvrages sur le cinéma : Essai sur les fondements du cinéma africain (1978), Jean Renoir (1987), Regards sur le cinéma négro-africain avec André Gardies (1993), ainsi que de romans et essais : Chansons pour Bamako (1975), Le Patron (1987) et Lobi (2000).